# Białystok (nádraží)
Białystok (neoficiálně nazývaný též Białystok Główny) je hlavní nádraží v Bělostoku, hlavním městě Podleského vojvodství.

## Obecný přehled

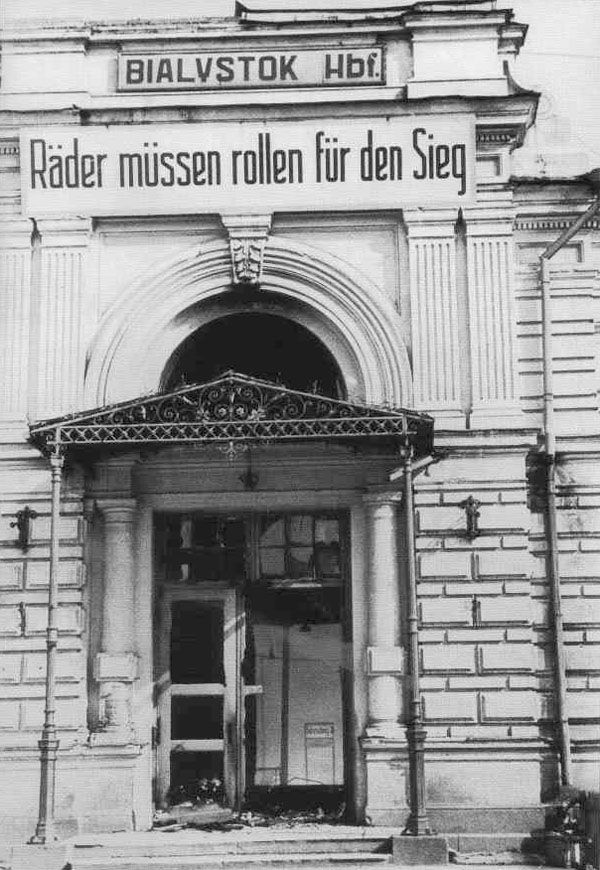
Poškození způsobená bombardováním (1944)

Nádražní budova byla postavena v roce 1861. Za druhé světové války byla železniční stanice bombardována. V roce 1989 započala modernizace železniční stanice, která trvala 14 let a to do 28. listopadu roku 2003, kdy byla oficiálně otevřena.
Hlavním nádražím prochází železniční trať vedoucí z Varšavy přes Bělostok do Petrohradu, neboli varšavsko-petrohradská dráha, která je součástí transevropské dopravní sítě. V současné době je tato železniční trať využívána především dálkovými spoji.
Součástí železniční stanice je nádražní budova s přiléhajícími čtyřmi nástupišti, vodárenskou věží a svážným pahrbkem neboli spádovištěm, což je obvyklá součást seřaďovacího nádraží.
V roce 2008 se hlavní nádraží v Bělostoku stalo tím nejkrásnějším v Polsku, kdy získalo 71 bodů ze 100. Na druhém místě se umístilo hlavní nádraží v Lublinu a na třetím místě nádraží v Čenstochové.

## Železniční tratě
Hlavním nádražím procházejí železniční tratě:
- 6 Zielonka – Bělostok – Kuźnica Białostocka, délka: 220,2 km, otevřena: 16. listopadu roku 1862, elektrifikována v letech 1981–1986[1]
- 38 Bělostok – Ełk – Korsze – Głomno, délka: 235,1 km, otevřena: v roce 1873 (103 km Bělostok–Ełk v roce 1945), elektrifikována: do Ełku v roce 1990[2]
- 32 Czeremcha – Bělostok, délka: 76,1 km, otevřena: v roce 1874, elektrifikována: ne[3]
- 37 Białystok – Zubki Białostockie, délka: 41,7 km, otevřena: v roce 1886, elektrifikována: ne[4]

## Nástupiště
Železniční stanice má čtyři nástupiště:
- První nástupiště, obsluhuje dálkové spoje jedoucí ze severní a severozápadní části Polska např. Ełku, Olsztyna, Trojměstí, Štětína.

- Druhé nástupiště, obsluhuje dálkové spoje jedoucí ve směru do Varšavy, Ełku.

- Třetí nástupiště (hlavní nástupiště), obsluhuje spoje jedoucí např. do Suwałki, Litvy (Vilnius, Szostaków), Varšavy, Poznaně, Krakova, Lodže, Vratislavi.

- Čtvrté nástupiště, obsluhuje spoje jedoucí do Kuźnici (Podleské vojvodství), Běloruska (Grodno), Suvalek, Czeremcha (Podleské vojvodství).

## Železniční doprava, návazná doprava
Hlavní nádraží v Bělostoku obsluhuje dálkové vnitrostátní, mezinárodní, regionální spoje jedoucí např. do Varšavy, Gdyně, Krakova, Vratislavi, Poznaně, Lodže, Ełku, Suwałki, Trojměstí, Štětína, Vilniusu, Grodna.
Hlavní nádraží obsluhují také městské autobusy a to linky 1, 2, 4, 10, 11, 18, 19, 20, 21, 21N, 22, 23, 27, 28, 100, 103, 106, 107, 111.

## Galerie

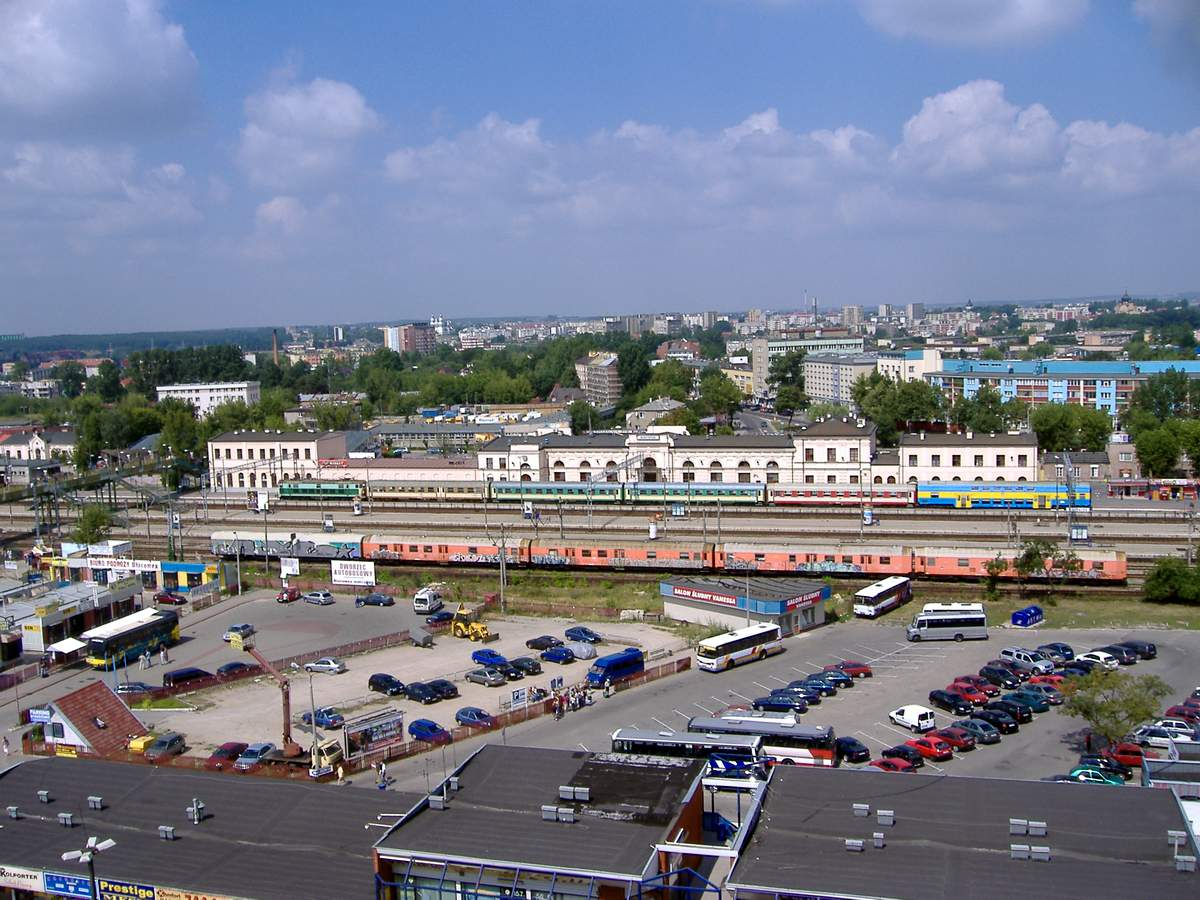
Nádražní budova
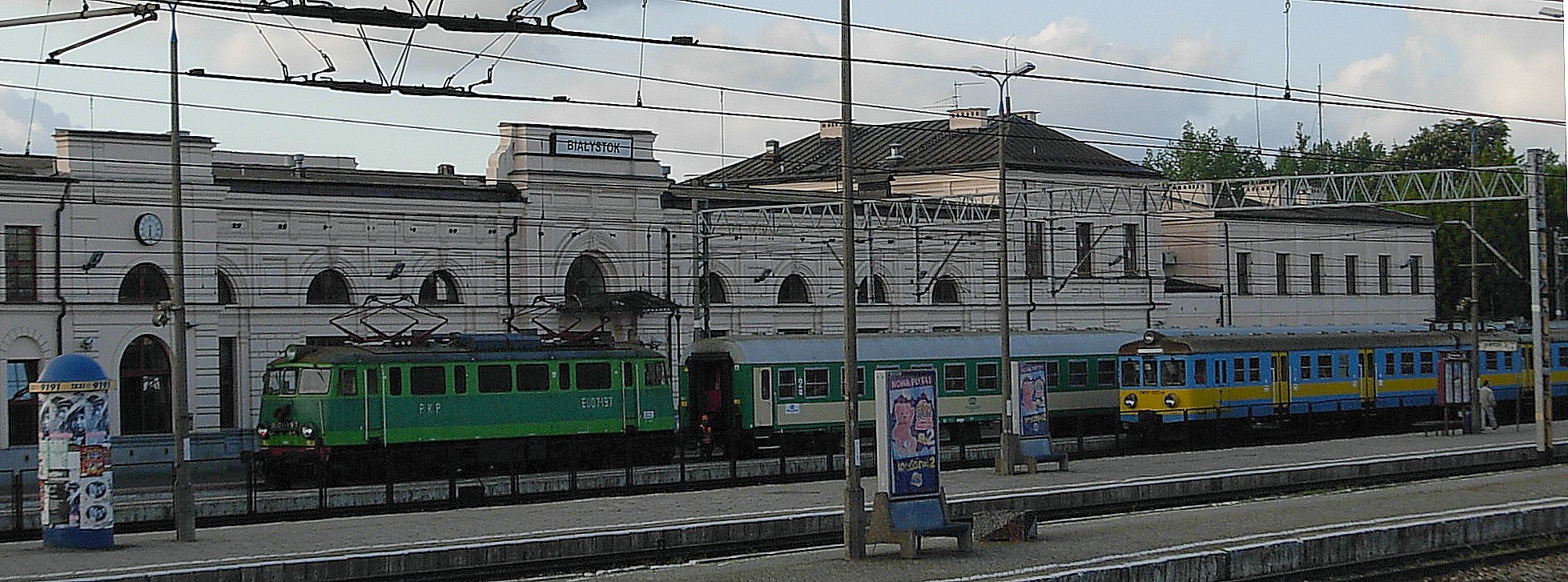
Nádražní budova
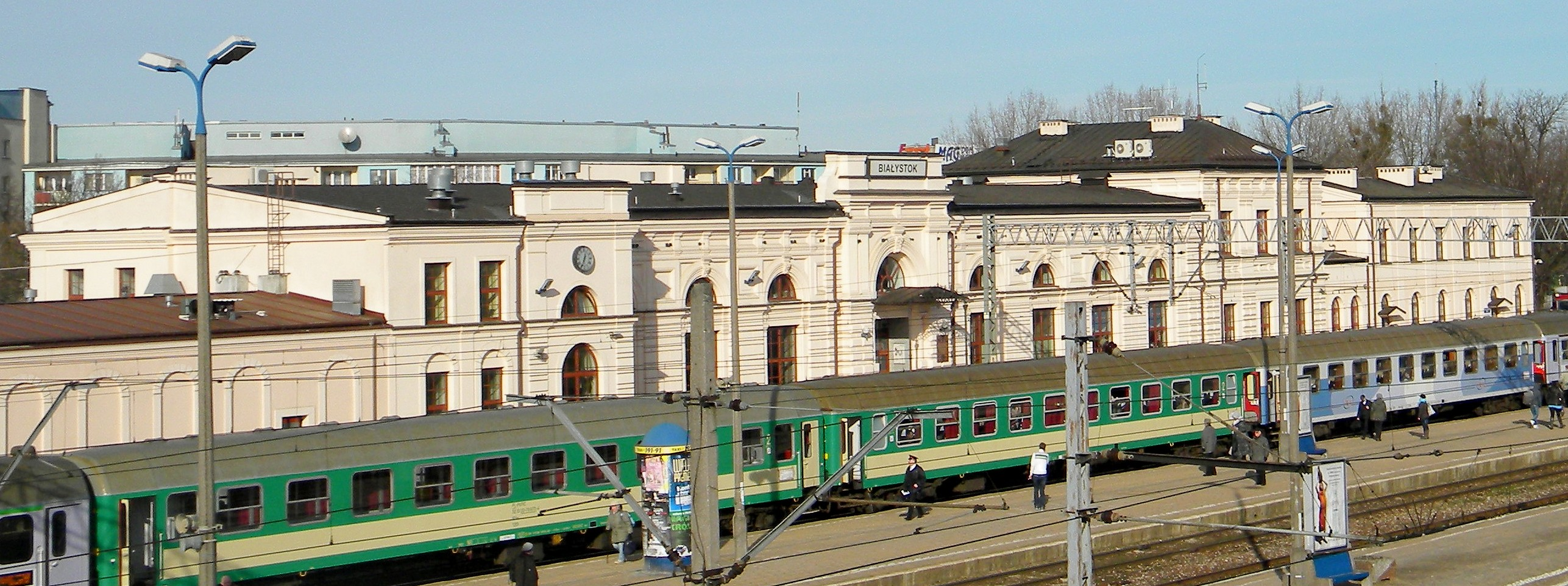
Nádražní budova
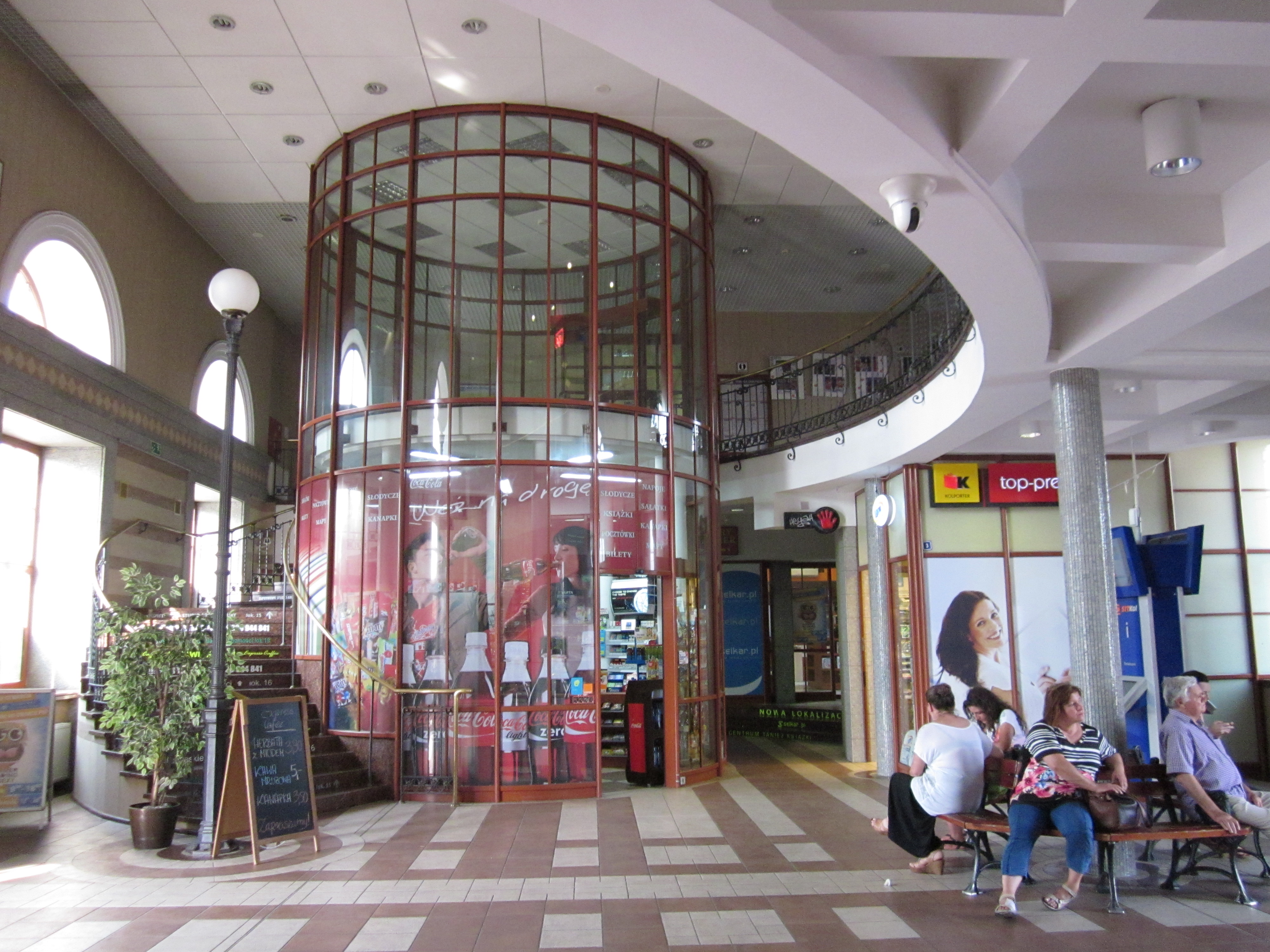
Nádražní hala
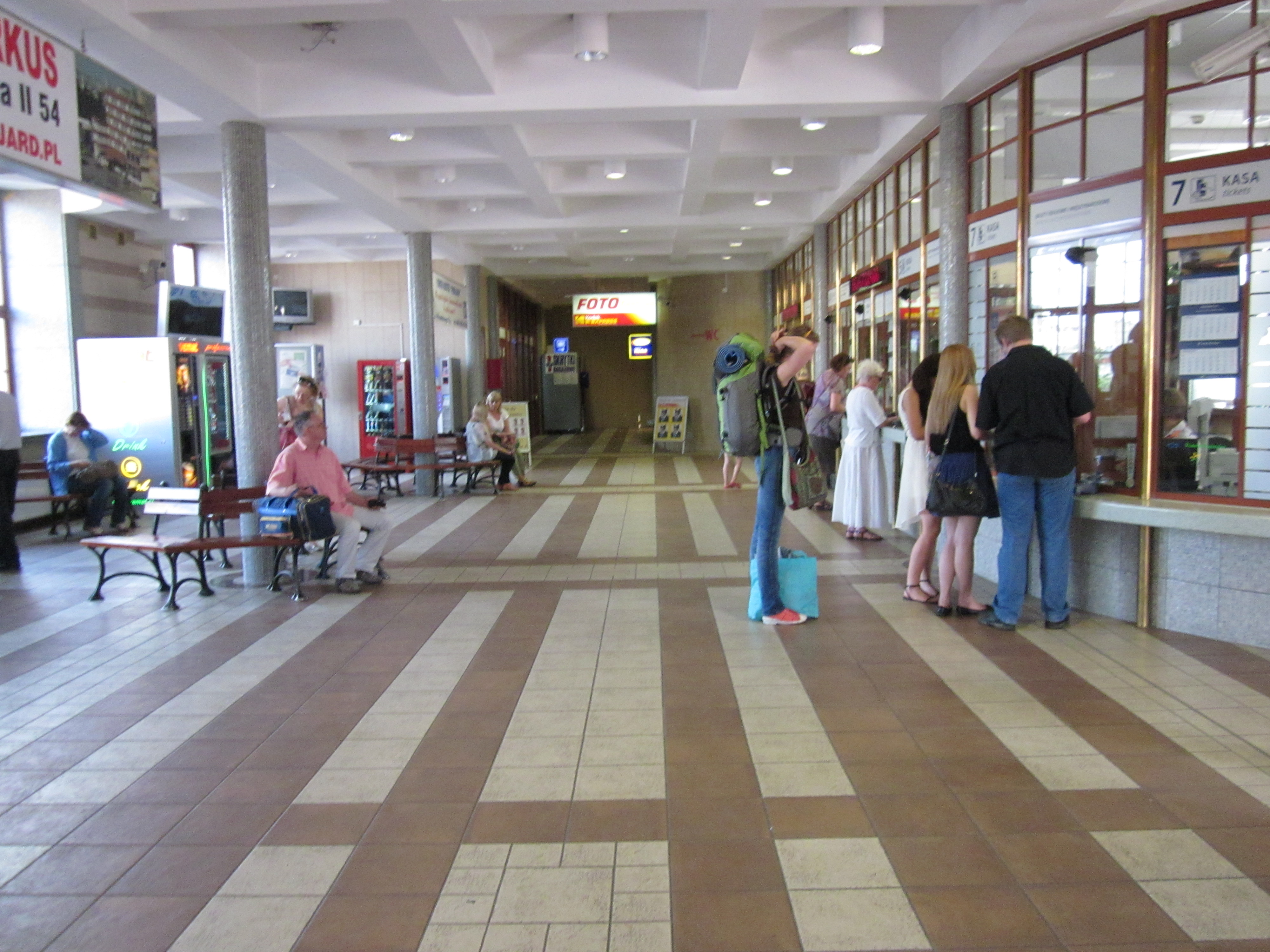
Nádražní hala
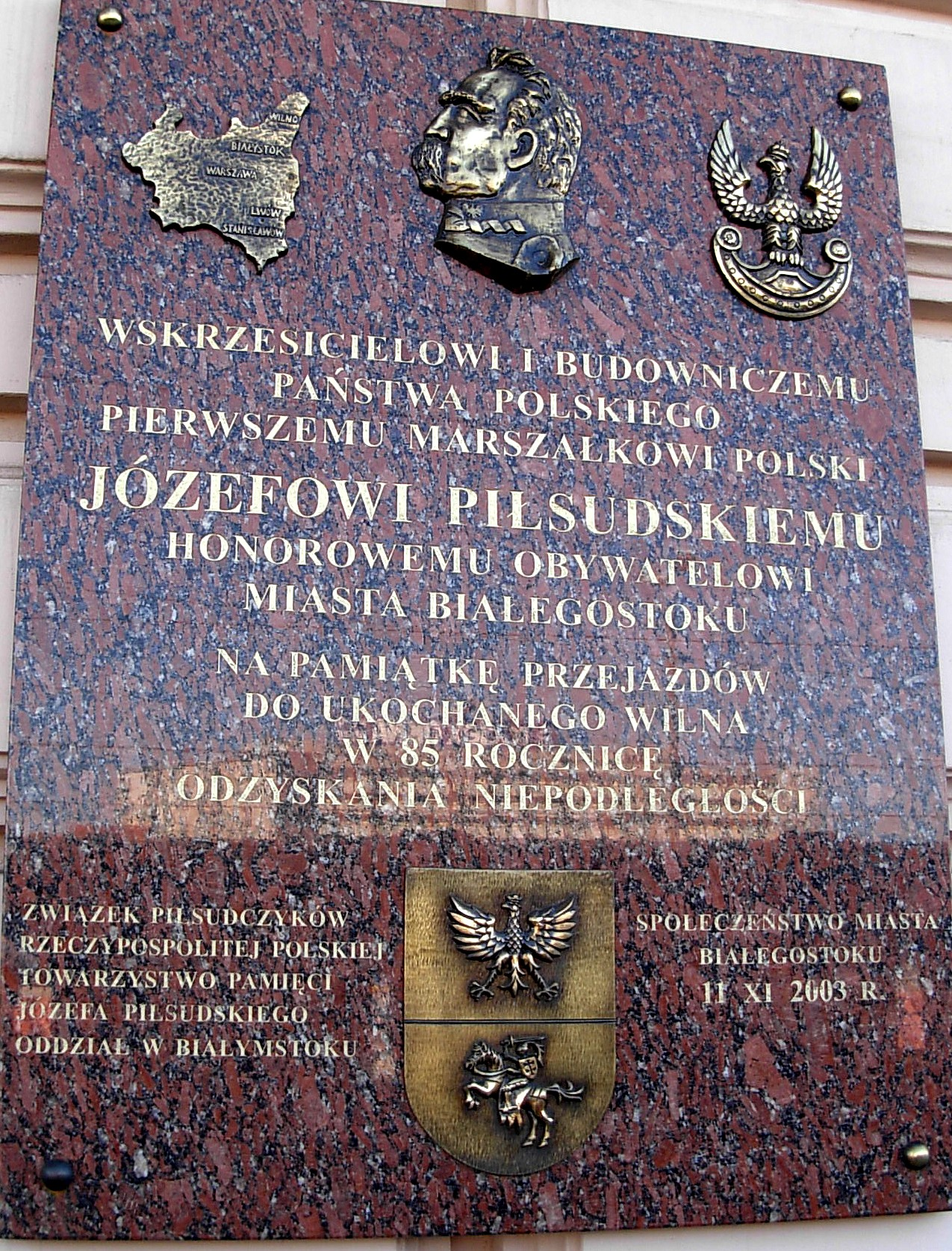
Pamětní deska – Józef Piłsudski